# 佩科斯 (新墨西哥州)
佩科斯（英語：Pecos）是位於美國新墨西哥州聖米格爾縣的村。

## 人口
根據2020年美國人口普查的數據，佩科斯的面積為4.60平方千米，皆為陸地。當地共有人口1392人，而人口密度為每平方千米303人。